# سودوکام اس‌فاکوس اسپینوزا
سودو کام اِس‌فاکوس اسپینوزا (نام علمی: Pseudochamaesphacos spinosa) گونه‌ای از گیاهان گلدار خانواده نعنائیان (نام علمی: Lamiaceae) است. این گونه تنها عضو سرده سیودوکمئسفکاس بوده و بومی ایران است.